# Matteo Galassi
Matteo Galassi (Cesena, 18 maggio 2005) è uno schermidore italiano, specializzato nella spada.

## Biografia
Nato a Cesena e cresciuto a Cervia, dopo il diploma al Liceo scientifico Alfredo Oriani di Ravenna, studia informatica all'Università degli Studi di Torino.

## Carriera

### Fase giovanile
Matteo è stato un numero uno, nel ranking nazionale, sia a livello Under-14 che a livello Allievi; si può capire quindi come sia sempre stato un atleta di grandi prospettive e anche molto precoce infatti nel 2019, a soli 14 anni, partecipa alle prime tappe del circuito europeo Cadetti raggiungendo il suo miglior risultato alla prima tappa in Austria; stesso discorso per la competizione a squadre dove arriverà nono nella stessa tappa. Riuscirà a chiudere infatti l'anno come 50esimo nel ranking europeo Cadetti, avendo 14 anni.  
Stiamo parlando degli anni legati alla pandemia di Covid-19 che lo porterà, nel 2021, a saltaretutte le gare, sia per scelta che per cancellazione, eccezion fatta le competizioni nazionali: parteciperà infatti al campionato italiano Cadetti di Riccione dove arriverà secondo; a quello Juniores sempre a Riccione e quello Assoluti a Cassino in cui arriverà 30esimo.Terminerà il 2021 come secondo nel ranking italiano a livello Cadetto.

### 2022
Nel 2022, a soli 17 anni, è entrato nel Centro Sportivo Carabinieri.  
Per quanto concerne, a livello di risultati, partecipa al campionato del mediterraneo svolto ad al-Salt dove arriva, nell'individuale, alla sesta posizione in categoria Cadetti mentre, in Juniores, riesce a conquistare la medaglia di Bronzo. Prende poi parte a varie tappe del circuito europeo Cadetti in cui ottiene grandissimi risultati: in tre tappe a squadre raggiunge due volte la medaglia d'Oro, a Grenoble e Bratislava, e una d'Argento a Heidenheim mentre, a livello individuale, raggiunge come miglior risultato la medaglia d'Argento raggiunta a Grenoble e quella di Bronzo di Bratislava. Arriva quindi il campionato europeo Cadetti a Novi Sad in cui giunge nono in individuale mentre, a squadre, vince la medaglia d'Oro battendo in finale l'Ungheria per 45-33 terminando con 9 di differenziale tra stoccate date e subite. Nella stessa venue partecipa ai campionati europei Juniores in cui giunge, in entrambe le competizioni, terzo vincendo quindi la medaglia di Bronzo; a squadre arriva terzo dopo aver battuto nella finalina la compagine francese mentre, in individuale, giunge terzo dopo aver perso in semifinale contro Alec Brooke per 15-9. Per quanto riguarda le competizioni Juniores partecipa anche ad alcune tappe della Coppa del Mondo Juniores senza ottenere risultati di rilievo.
Arrivano quindi i campionati italiani in cui partecipa alle competizioni di categoria Cadetti, Juniores e Assoluti. Nella prima competizione, svolta a Catania, vince la medaglia d'Oro a livello individuale; a livello Juniores, svolti sempre a Catania, vince nuovamente la medaglia d'Oro mentre, negli Assoluti, arriva 14esimo.  Terminerà l'anno, a livello europeo Cadetti, come terzo in individuale e primo a squadre mentre a livello nazionale arriva primo sia nella categoria Cadetti che in quella Giovani.

### 2023
E' l'anno sportivo in cui abbandona la categoria Cadetti per addentrarsi pienamente in quella Juniores: partecipa infatti a molte tappe della CdM Juniores dove ottiene, come migliori risultati, un quinto posto in individuale a Riga e un terzo posto a squadre a Udine. Arrivano quindi le competizioni internazionali dove arriva, al campionato europeo Juniores a Tallinn, 17esimo individuale mentre, a squadre, vince la medaglia d'Argento perdendo in finale contro l'Ungheria mentre, al campionato mondiale Juniores, svolto a Plovdiv, arriva 66esimo in individuale.
Terminerà l'anno, nel ranking internazionale della FIE per la categoria Juniores, in 44esima posizione in individuale e alla quinta per quella a squadre. 
Partecipa anche a un paio di tappe del circuito europeo U-23 in cui arriva massimo alla 17esima posizione. 
A livello nazionale prende parte, come l'anno prima, a tre diverse categorie partecipando a quella Juniores, U-23 e a quella Assoluti. Per la Juniores, svolta a Padova, arriva in terza posizione individuale mentre, in quella U-23 di Vercelli, giunge 17esimo in individuale e quinto nella competizione mista squadre. A quelli Assoluti giunge in seconda posizione nella "serie B" della scherma a squadre, svolta a Piacenza, mentre giunge secondo, vincendo quindi la medaglia d'Argento, nella competizione individuale, svolta a La Spezia dopo aver perso in finale contro Valerio Cuomo per 9-6.
Finirà l'anno, nel ranking nazionale, alla terza posizione sia a livello Giovani che a livello Under-23.

### 2024
Continua la sua crescita partecipando, sostanzialmente, alle stesse competizioni dell'anno scorso ottenendo però risultati migliori infatti, nella CdM Juniores, vince, in 4 tappe, una medaglia d'Oro alla tappa di Udine battendo in finale Shengwei Peng, una d'Argento alla tappa di Atene e una di Bronzo a Basilea dopo aver perso in semifinale contro Skyler Liverant alla stoccata decisiva per 15-14; nella competizione a squadre fa pure meglio dato che vince tre medaglie d'Oro su quattro disponibili alle tappe di Udine, Atene e Tblisi. Partecipa in seguito ai campionati europei Juniores svolti a Napoli in cui arriva, nella competizione individuale, in 22esima posizione mentre, in quella a squadre, arriva in prima posizione vincendo quindi la medaglia d'Oro battendo in finale la compagine tedesca.
Arriva quindi il mondiale Juniores di Riad in cui arriva, in individuale, in settima posizione uscendo ai quarti contro Alec Brooke mentre, nella competizione a squadre, arriva primo vincendo quindi la medaglia d'Oro dopo aver battuto in finale la compagine francese per 41-37 terminando con un parziale di +8 tra stoccate date e subite.
Terminerà quindi l'anno, nel ranking FIE Juniores, in terza posizione individuale e in prima a squadre.  Mentre, nel circuito europeo U-23, partecipa alla sola tappa di Berlino vincendo la medaglia d'Argento.
Per quanto riguarda le competizioni nazionali Matteo partecipa a quella Juniores, U-23 e Assoluti. In quella Juniores di Genova giunge in prima posizione vincendo la medaglia d'Oro, in quella U-23 di Rende arriva 11esimo mentre, nella categoria Assoluti, a Cagliari, bissa il risultato dell'anno scorso vincendo sempre la medaglia d'Argento dopo aver perso in finale contro Enrico Piatti per 15-9.
A fine anno termina, a livello di ranking nazionale, in prima posizione per la categoria Giovani e in terza per quella Under-23.

### 2025
Inizia partecipando nuovamente alle varie tappe di CdM Juniores a cui aggiungerà anche la partecipazione in varie di quella Assoluti. Per quanto concerne la Juniores giunge, come miglior risultato, primo a Il Cairo dopo aver battuto Maksym Perchuk, a livello individuale, e terzo a squadre a Basilea. Prende poi parte al campionato europeo Juniores ad Antalya in cui giunge, in entrambe le competizioni, in quinta posizione mentre, al campionato mondiale di Wuxi, esce con medaglia da entrambe le competizioni conquistando quella d'Argento in individuale perdendo contro Mahmoud Elsayed e quella d'Oro a squadre vincendo contro la compagine canadese. Terminano così le sue competizioni a livello Juniores e arriva, nel ranking di fine anno della FIE, in seconda posizione in individuale e nella terza nella competizione a squadre.
Per quanto riguarda le competizioni di livello Assoluto, partendo dalle tappe di CdM, dove ottiene, come miglior risultato, la medaglia di bronzo individuale a Berna, alla sua prima presenza nella CdM Assoluti, e la nona nell'unica tappa in cui partecipa a squadre a Saint-Maur.  Partecipa poi anche ai campionati europei Assoluti di Genova in cui arriva va a medaglia in entrambe le competizioni: in individuale vince la medaglia d'Argento dopo aver battuto, in semifinale, il connazionale Andrea Santarelli perdendo in finale contro l'ucraino Roman Svičkar per 15-11; nella competizione a squadre vince la medaglia di Bronzo dopo aver battuto, nella finalina, la Germania assieme ai connazionali Davide Di Veroli, Andrea Santarelli e Gianpaolo Buzzacchino. Partecipa quindi al mondiale di Tblisi in cui, in individuale, passa agilmente il girone e, al tabellone principale, giunge ai quarti per uscire contro l'Ucraino Nikita Koshman per 15-13 terminando così alla settima posizione il suo primo campionato mondiale. Per quanto concerne la competizione a squadre arriva quinto dopo aver perso contro il Kazakistan nuovamente ai quarti.
A fine anno arriverà quindi, nel ranking assoluto della FIE, in ottava posizione individuale(all'esordio vero e proprio nella categoria Assoluti) e quarto nella competizione a squadre.
Arrivano poi i campionati nazionali e Matteo partecipa a quelli Juniores, U-23 e Assoluti: per quelli Juniores, svolti a Terni, arriva secondo nella competizione individuale; a Salsomaggiore si svolgono quelli U-23 dove arriva nuovamente secondo, uscendo quindi con due medaglie d'Argento nei campionati nazionali giovanili e, in quello Assoluti a Piacenza in cui non otterà grandi risultati.
Terminerà l'anno, a livello di Ranking italiano, come primo sia nella categoria Giovani che in quella Under-23 mentre, in quella Assoluti, arriva secondo.

## Palmarès

### Risultati élite
In carriera ha ottenuto i seguenti risultati: 
Europei
Individuale
- Argento nella spada a Genova 2025

A squadre
- Bronzo nella spada a Genova 2025

Coppa del mondo
Prove individuali
- 2024-2025 -  (Berna)

Prove a squadre
Campionati italiani
Individuale
- Argento nella spada a La Spezia 2023
- Argento nella spada a Cagliari 2024

A squadre

### Risultati giovani
Mondiali giovani
Individuale
- Argento nella spada a Wuxi 2025

A squadre
- Oro nella spada a Riad 2024
- Oro nella spada a Wuxi 2025

Europei juniores
Individuale
- Bronzo nella spada a Novi Sad 2022

A squadre
- Oro nella spada a Napoli 2024
- Argento nella spada a Tallinn 2023
- Bronzo nella spada a Novi Sad 2022

Europei cadetti
Individuale
A squadre
- Oro nella spada a Novi Sad 2022

Campionati del mediterraneo giovani
Individuale
- Bronzo nella spada a Amman 2022

A squadre